# Helicopeltinae
Helicopeltinae is een onderfamilie van weekdieren uit de klasse van de Gastropoda (slakken).

## Geslacht
- Helicopelta Marshall, 1996